# Březhrad
Březhrad (německy Birkenburg) je místní částí a současně katastrálním územím statutárního města Hradce Králové, ležící poblíž rozhraní Pardubického a Královéhradeckého kraje. Působí zde komise místní samosprávy Březhrad, jejíž územní působnost ale zasahuje i do sousedních částí Pražské Předměstí a Plačice.
V oblasti Březhradu je nákupní oblast města a severní hranice umělého vodního jezera vzniklého těžbou písku a štěrku, zvaného také Opaťák (podle obce Opatovice nad Labem, do jejíhož katastru náleží) s nudistickou zónou. Březhrad má také sbor dobrovolných hasičů, který byl založen již v roce 1887. Každý rok se na místním hřišti koná Memoriál Miroslava Pekárka, který tragicky zahynul v 18 letech na železničním přejezdu. Ještě před 20 lety zde fungoval masokombinát, který zaměstnával přes pět set lidí, nyní[kdy?] jsou prostory továrny používány pro výrobu nanuků značky Family Frost.

## Historie
Od prehistorických dob tady procházela nejdůležitější komunikační cesta spojující území současných měst Hradec Králové a Pardubice. První zmínka o Březhradu pochází z roku 1227. O rok později zde král Václav I. umožnil opatovickému klášteru založit vesnici s vodním mlýnem. Její předchozí názvy jsou Lhota Březhrad a Břehhrad a vesnice je nesla kvůli místu, které bylo obklopeno hrází, chránící před povodněmi. O dvě staletí později už existuje současný název Březhrad, ale vedle něj také názvy Přehradí nebo Předhradí, které nepochází z českého slova „hrad“, ale ze slova „hráz“ – přehrada rybníka.
Březhrad patřil klášteru až do husitských válek, kdy byl klášter v roce 1421 vypálen a zbořen, což vedlo k útěku benediktinů a ves krátce vlastnil Hradec Králové. Po skončení husitských válek patřila králi Jiřímu z Poděbrad. 5. dubna 1465 byly všechny klášterní vsi převedeny na jeho syny Viktorína, Jindřicha staršího a mladšího, knížata Minsterberská, a Bočka z Kunštátu. Březhrad ale zůstal v rukou Hradce Králové jako zástava za 5000 kop českých grošů. Faktickým vlastníkem Březhradu město bylo až do roku 1472.
Počátek následujícího století charakterizují spory s Vilémem z Pernštejna, vlastníkem pardubického panství, kvůli přívodu vody do hradeckých rybníků a udržování místních hrází. V roce 1533 zde byl vykopán velký rybník, který byl také solí v očích pardubického souseda, tentokráte už jeho syna Vojtěcha z Pernštejna. Ale i tento spor byl vyřešen. V letech 1546–1547 došlo k vzpouře královských měst, která se postavila proti své účasti na potlačení války se Šmalkaldským spolkem v Německu, a mezi nimi byl i Hradec Králové. Bitva u Mühlberka v roce 1547 ale byla příčinou konce povstaleckého hnutí, majetek města byl poté konfiskován a vesnice byla předána Janovi z Pernštejna. Ten následující rok prodloužil labský kanál tak, aby pro příště vedl vodu z Labe až do místního mlýna. Jaroslav, syn Jana z Pernštejna, vesnici nakonec v roce 1559 prodal Hradci Králové. Tím byla krátká pernštejnovská epizoda uzavřena.
První věc, kterou zde hradečtí měšťané vybudovali, byla městská bažantnice. V roce 1612 byla vesnice zabrána kvůli dluhu 13 000 kop českých grošů, za který Hradec Králové ručil za vlády Rudolfa II., a o osm let později byla zkonfiskována císařem Ferdinandem II. Městu byla březhradecká osada vrácena až v roce 1628. Avšak Březhrad neměl dlouhého pokoje, protože vypukla třicetiletá válka. V roce 1642 byla vesnice vypálena švédským vojskem pod velením generála Torstensona a její obyvatelstvo potom rostlo velmi pomalu, protože v roce 1770 měla jen 23 domů.
V roce 1778 Marie Terezie, císařovna římsko-německá, přikázala v rámci raabizace, tedy reformy zahrnující přeměnu panské roboty za nájemné, rozdělení majetku všech hradeckých dvorů a jejich přidělení bezzemkům za poplatek do dědičného nájmu. Rolníci z Březhradu dostali půdu v roce 1783, ale skutečný rozvoj osady nastal až v následujícím století. František Grégr, nový mlynář, zbořil v roce 1816 dřevěný mlýn a postavil nový cihlový. O deset let později měla obec 24 domů se 131 obyvateli, hájovnou a hostincem. Také rybník byl v roce 1827 vysušen a na jeho místě byly vytvořeny pastviny a pole. Značný vliv na tento rozvoj Březhradu mělo vybudování nové cesty z Kuklen směrem na Pardubice v roce 1836 a výstavba nové železniční trati o dvacet let později.
Vesnice, která se v roce 1849 stala nezávislou obcí, se také snažila zřídit vlastní školu. Po roce 1858 tu byl učitelem František Schejbal, který byl v Březhradě na odpočinku. Poté, co se zbláznil, byla vesnice opět bez školy. Pak přišla prusko-rakouská válka a ke zřízení školy došlo až v roce 1876, nová školní budova byla otevřena v roce 1878. Obec chtěla také rozvíjet kulturní a společenský život. V roce 1886 byla zřízena knihovna a v příštím roce byl založen dobrovolnický hasičský sbor. Březhrad si také vynutil zřízení četnické stanice, která existovala v obci v letech 1902–1904. V roce 1906 vznikl divadelní spolek „Havlíček“. Bylo také přislíbeno postavení nové školní budovy, k jejímu otevření došlo 1. září 1907. V roce 1912 vznikla místní spořitelna a v roce 1919 sportovní klub DTJ. V roce 1924 byla do obce zavedena elektřina a o šest let později byl založen Sokol. Ve třicátých letech 20. století zde také působilo sdružení „Hospodářské, nájemné, úsporné a stavební družstvo v Březhradě“.

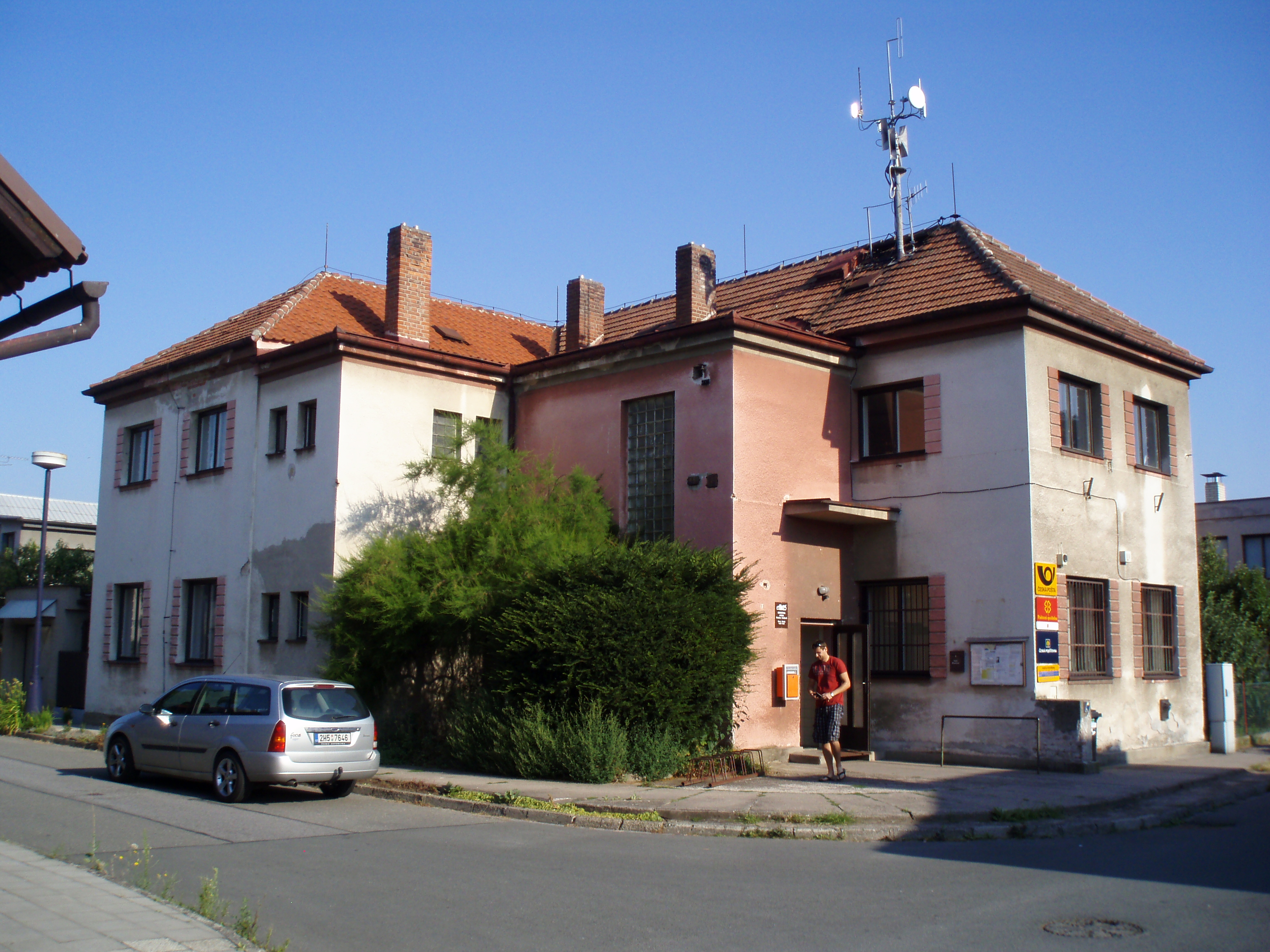
Pošta v Hradci Králové-Březhradě

Odvážným krokům obce bránily přírodní katastrofy (1846 povodně, 1929 velká bouře), ale největší překážkou byla doba obou světových válek a poválečný přechod ke komunistické tyranii. Několik změn v té době bylo pro obec a její obyvatele velmi prospěšných, většina z nich ale ne. V roce 1953 byla uzavřena mateřská škola, ale ve stejném roce se zahájila výstavba masokombinátu, díky němuž začala výstavba nových bytů a domů. V obci působily komunistické organizace (1946 Výbor žen, 1946 Svaz československo-sovětského přátelství, 1953 Osvětová beseda, 1954 Československý červený kříž a Lidový myslivecký spolek, 1957 Svazarm neboli Svaz pro spolupráci s armádou, 1967 Československý svaz žen, 1971 Socialistický svaz mládeže). Komunistické myšlení dominovalo i v zemědělství, protože v roce 1956 bylo založeno Jednotné zemědělské družstvo. V roce 1956 bylo také otevřeno kino. V padesátých letech bylo zavedeno veřejné osvětlení a autobusová linka Hradec Králové – Březhrad – Čeperka. 31. března 1959 byla zahájena výstavba Domu kultury (slavnostně otevřen 29. října 1961), 16. března následujícího rok byl do vesnice zaveden plyn a 1. srpna byla otevřena pošta, na kterou se čekalo více než sto let (do té doby byla poštovní služba v Kuklenách). V letech 1962–1963 byla potřebám místní mateřské školky přizpůsobena část staré budovy základní školy a 10. října 1963 byla mateřská škola, která byla před deseti lety uzavřena, znovuotevřena. Počátkem května 1965 byla škola rekonstruována a rozšířena a o čtyři roky později začala výstavba kanalizace.
Chronologický seznam starostů v letech 1868–1975:
- Jan Černý 1868–1871

- Jan Prudký 1871–1874

- Josef Šejvl 1874–1876

- František Hampl 1876–1880

- Václav Voborník 1880–1888

- František Pešek 1888–1896

- Eduard Teik 1896–1906

- Antonín Černý 1906–1919

- František Šejvl 1919–1945

- Josef Mencl 1945–1946

- Evžen Vavřina 1946–1950

- Karel Polda 1950–1957

- Bohumil Kohout 1957–1960

- Karel Polda 1960–1964

- Josef Dlask 1964–1975

Na začátku sedmdesátých let začala jednání o spojení obce s Hradcem Králové a 1. ledna 1976 se Březhrad stal čtvrtí tohoto města. Tento krok nepřinesl mnoho dobrého, v následujícím roce byla zrušena základní škola a v roce 1979 byl omezen počet meziměstských autobusových linek do Březhradu. Na začátku osmdesátých let zde byl firmou SEMPRA vybudován komplex zahradních skleníků a chvíli před tím velký sklad nábytku. Nedostatek skutečného zájmu města o čtvrť způsobil stagnaci obce. Pak přišla v roce 1989 sametová revoluce a lidé doufali ve změnu, ta ale nepřišla. Březhrad zůstal periferií, která vzbuzovala stále málo zájmu.
V roce 1990 se objevily první hlasy požadující úplnou nezávislost čtvrti. Ve dnech 23. až 25. července 1990 se konala lokální anketa na téma možné nezávislosti, v níž velká většina obyvatel bez váhání podpořila myšlenku vzniku nové obce. Její vytvoření se ale nakonec neuskutečnilo a byl zachován předchozí stav. Několik let se obyvatelé neúspěšně dožadovali výstavby železničního přejezdu vybaveného zábranami, které by uzavřely celou šířku vozovky, protože železniční trať procházela středem čtvrti. 4. dubna 2003 projel místním železničním přejezdem (bez zábran) autobus veřejné dopravy a byl rozdrcen blížícím se vlakem. Čtyři lidé zemřeli – řidič a tři obyvatelé Březhradu. Krátce na to byl místní železniční přejezd vybaven samočinnými semafory s polovičními zábranami.

### Místní referendum o odtržení
Trpělivost obyvatel čtvrti skončila, když byl zveřejněn záměr firmy ThyssenKrupp Ferrosta vystavět v blízkosti obytných oblastí a na místě s významným zdrojem podzemní vody logistické centrum, sklady oceli a železa, a došlo ke schválení příslušné změny územního plánu. Proti projektu se stavělo například sdružení „Zdravý a bezpečný Březhrad“, které se obávalo znetvořené krajiny, intenzivní kamionové dopravy, zvýšené hlučnosti a prašnosti. Část obyvatel proto v lednu 2009 požadovala místní referendum o odtržení Březhradu od Hradce Králové.
Město v únoru 2009 žádost o referendum zamítlo s odůvodněním, že Březhrad nesplňuje zákonnou podmínku nejméně 1000 trvale přihlášených českých občanů, rozhodnutí poté potvrdil krajský úřad i krajský soud. 27. dubna 2010 o stížnosti rozhodoval Ústavní soud, který rozhodnutí krajského soudu zrušil a rozhodl, že mezi obyvatele se počítají i cizí státní příslušníci, kteří jsou v oblasti přihlášeni k pobytu. Ústavní soud však nevyhověl návrhu na zrušení kvóty, jež v zákonu o obcích stanovuje 1000 obyvatel jako minimální počet pro vznik nové obce, přestože asi 80 procent existujících obcí v České republice má méně než 1000 obyvatel. Ústavní soud také potvrdil názor krajského soudu, že rozhodující je počet obyvatel v době, kdy se rozhoduje o konání referenda, nikoliv v době, kdy se bude administrativně řešit její odloučení. Iniciátoři referenda prý původně dostali od úřadu informaci, že v Březhradu je hlášeno 1012 občanů a 93 cizinců, pak náhle počet z neznámých důvodů klesl o více než 100.
V červenci 2010 sdružení Zdravý a bezpečný Březhrad podalo ke krajskému soudu žalobu na krajský úřad za to, že vydalo ke stavbě souhlasné stanovisko z hlediska vlivu na životní prostředí, ač stavba byla navržena do blízkosti obytných domů a do místa, kde dříve bylo ochranné vodní pásmo. Po komunálních volbách ztratila ODS převahu v městském zastupitelstvu a město přestalo stavbu podporovat. V červenci 2011 investor od stavby odstoupil.

## Demografie
| Rok            | 1833 | 1844 | 1857 | 1869 | 1900 | 1930 | 1950 | 1961 | 1970 | 1980 | 1991 | 2001 |
| -------------- | ---- | ---- | ---- | ---- | ---- | ---- | ---- | ---- | ---- | ---- | ---- | ---- |
| Počet obyvatel | 153  | 164  | 297  | 311  | 418  | 541  | 558  | 643  | 657  | 693  | 802  | 950  |

## Památky
- Historický pískovcový kříž z roku 1853 (rekonstrukce v roce 1933)

- Bývalý mlýn (ulice U Náhonu č. 86) s deskou na počest dr. Julia Grégra (z růžového mramoru podle vzoru sochaře P. Stránského, odhalena byla 3. října 1898)

- Pomník padlých v první světové válce z roku 1920 (autor K. Hilse z Pouchova)

- Socha Panny Marie z roku 1868

- Socha svatého Václava z roku 1922 (nachází se v zahradě domu č. 15/10)

- Pomník československé státnosti na autobusové zastávce „Bytovky“

- Pomník obětí dopravní nehody v roce 2003 (odhalen v roce 2005)